# Royal Marines
Die Royal Marines sind die Marineinfanterie der britischen Royal Navy und Großbritanniens wichtigste Stütze für amphibische Operationen. Die Royal Marines sind einer von fünf kämpfenden Truppenteilen der Royal Navy, neben der Royal Navy Surface Fleet, dem Royal Navy Submarine Service, dem Fleet Air Arm und der Royal Fleet Auxiliary.
Es besteht eine besonders enge Verbindung zur niederländischen Marineinfanterie, dem Korps Mariniers, mit denen die Royal Marines seit 1973 in einem NATO-Verband, der UK/NL Landing Force, zusammengefasst sind. Regelmäßig wird bei Einsätzen oder Übungen ein niederländisches Bataillon der Brigade unterstellt.

## Geschichte
Anfangs gehörten Marines zur Besatzung eines jeden britischen Kriegsschiffs. Ihre Aufgaben waren dabei mannigfaltig: Neben der Durchführung von amphibischen Operationen dienten sie während einer Seeschlacht als Scharfschützen und bedienten ab 1804 auch Geschütze. Auch später noch auf den Schlachtschiffen des Ersten und Zweiten Weltkrieges wurde traditionell ein Teil der Haupt- und Nebenbewaffnung von den Royal Marines bedient. Darüber hinaus sollten die Marineinfanteristen Disziplin und Ordnung an Bord aufrechterhalten und insbesondere die Offiziere im Falle einer Meuterei unterstützen, weswegen ihre Schlafgelegenheiten auch zwischen Mannschafts- und Offiziersräumen eingerichtet wurden.

### 17. und 18. Jahrhundert
Die Royal Marines wurden am 28. Oktober 1664 durch eine Order-in-Council als The Duke of York and Albany’s Maritime Regiment of Foot (deutsch etwa: „Maritimes Fußregiment des Herzogs von York und Albany“) aufgestellt. Da der damalige Duke of York und Albany, der spätere König Jakob II., auch das Amt des Lord High Admiral innehatte und die Finanzierung des Regiments aus dem Etat der Admiralität erfolgte, wurde es auch Admiral’s Regiment genannt.
Ihren ersten Großeinsatz erlebte die Truppe in einer Stärke von knapp 1900 Mann im August 1704 im Spanischen Erbfolgekrieg, als sie zusammen mit 400 niederländischen Marineinfanteristen die Halbinsel Gibraltar nach der Einnahme von Gibraltar gegen spanische Verstärkungen hielt und sie später zurückeroberte. Aus diesen Geschehnissen ging die enge Verbindung der britischen mit der niederländischen Marineinfanterie hervor.

### 19. Jahrhundert
Durch ein Dekret König Georgs III. erhielt das Korps im Jahr 1802 auf Anregung von Lord St. Vincent die offizielle Bezeichnung „The Royal Marines“. Im Verlauf des Jahrhunderts gliederte die britische Regierung darüber hinaus die Royal Marines um, die bis dahin eine rein infanteristische Rolle innehatten. Es war gängige Praxis, Artilleriesoldaten der Armee zur Bedienung von Mörsern für den Landbeschuss einzuschiffen. Diese Soldaten unterlagen dabei weiterhin dem Army Act und mussten sich daher nicht dem strengeren Naval Discipline Act unterwerfen, was den jeweiligen Schiffskommandanten oft missfiel.
Die Admiralität genehmigte im Jahr 1804 aus diesem disziplinarischen Gefälle und der intrinsischen Notwendigkeit einer Marineartillerie heraus die Aufstellung der Royal Marine Artillery (RMA). Die Angehörigen dieser Einheit trugen weiterhin die blauen Uniformen der Heeresartillerie und nicht die roten Uniformen des restlichen Korps. Damit begann die Trennung der Truppe in blaue und rote Marines, die im Jahr 1855 mit der offiziellen Unterscheidung in Royal Marine Light Infantry (RMLI) und Royal Marine Artillery (RMA) formalisiert wurde.
Die Einheit leistete einen gewichtigen Beitrag zur Eroberung des British Empire. So waren ihre Mitglieder an der Besetzung Australiens im Jahr 1788 beteiligt und waren in die Politik des Imperial Policing eingegliedert. Des Weiteren waren sie an der Bombardierung Algiers im Jahr 1816 und der Schlacht von Navarino gegen die osmanische Flotte im Jahr 1827 beteiligt.
Nach der Teilnahme an den Napoleonischen Kriegen, bei denen die Beteiligung von knapp 2500 Royal Marines an der Schlacht von Trafalgar im Oktober 1805 heraussticht, kamen die Royal Marines vor allem in den zahlreichen Kolonialkriegen, aber auch im Krimkrieg und in der Bekämpfung der Sklaverei vor Westafrika zum Einsatz. Daneben setzte die Krone sie immer wieder zur Niederschlagung nationalistischer Aufstände in Irland ein.

### 20. Jahrhundert

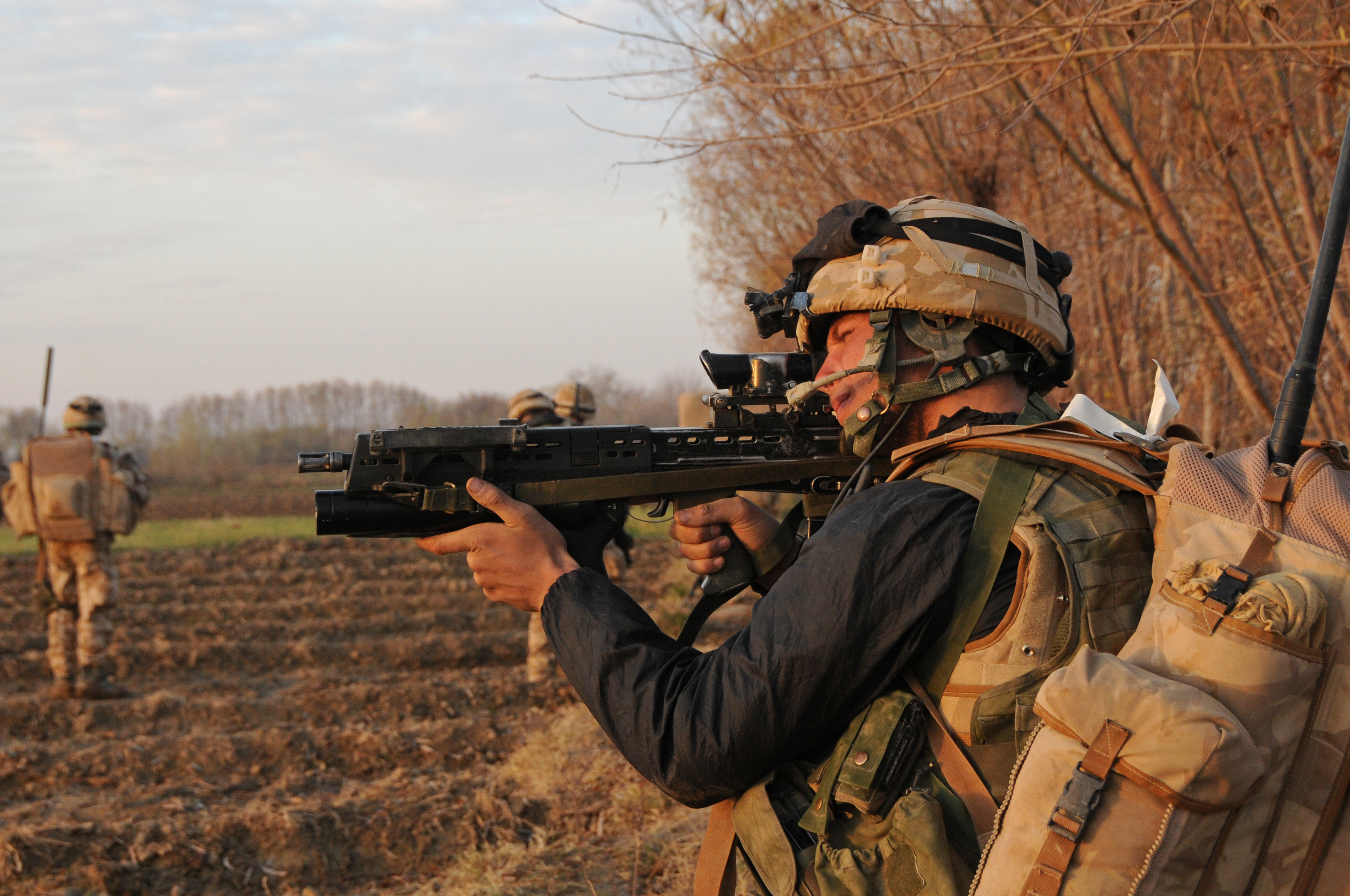
Royal Marines in Afghanistan im Dezember 2008 während der Operation Sond Chara

Während des Ersten Weltkriegs sind vor allem die Einsätze in der Schlacht von Gallipoli (1915) und Zeebrugge (1918) zu erwähnen.
Im Zweiten Weltkrieg erfolgte 1942 die Aufstellung des ersten der berühmten Kommandos, die sich aus den Reihen der Royal Marines rekrutierten. Die Royal Marines Commandos nahmen an vielen Gefechten teil: Die Zerstörung des Saint-Nazaire-Docks in Frankreich (Operation Chariot), der verlustreiche Angriff auf Dieppe, die Landungen im Mittelmeer und letzten Endes die Operation Overlord (D-Day, 6. Juni 1944).
Das im Zweiten Weltkrieg aufgestellte No. 30 Commando war ein Verband für Kommandooperationen, deren Einsätze Ian Fleming ab Ende 1943 plante.
In der Nachkriegszeit waren die Marines bei zahlreichen Operationen im Nahen und Fernen Osten eingesetzt (etwa Aden, British Malaya, Korea, Zypern und Sues). Außerdem spielten sie eine wesentliche Rolle im Falklandkrieg (Landungen bei San Carlos Bay) und bei Desert Shield und Desert Storm (Zweiter Golfkrieg 1990/91).
Seit den 1990er Jahren gibt es nur noch die 3 Commando Brigade. Sie umfasst alle Verbände der Royal Marines und besteht aus den drei bataillonsgroßen Commandos (No. 40, No. 42, No. 45), der 43 Commando Fleet Protection Group, der 30 Commando Information Exploitation Group und der 47 Commando Raiding Group.

### 21. Jahrhundert
1998 wurde als erstes Schiff einer neuen Generation von amphibischen Angriffsschiffen die HMS Ocean in Dienst gestellt. Jedes der drei Commandos war turnusmäßig Teil einer „Amphibious Task Group“ auf der Ocean. Seit 2005 sind Einheiten der Royal Marines auch regulär auf den Docklandungsschiffen Albion und Bulwark stationiert.

## Organisation

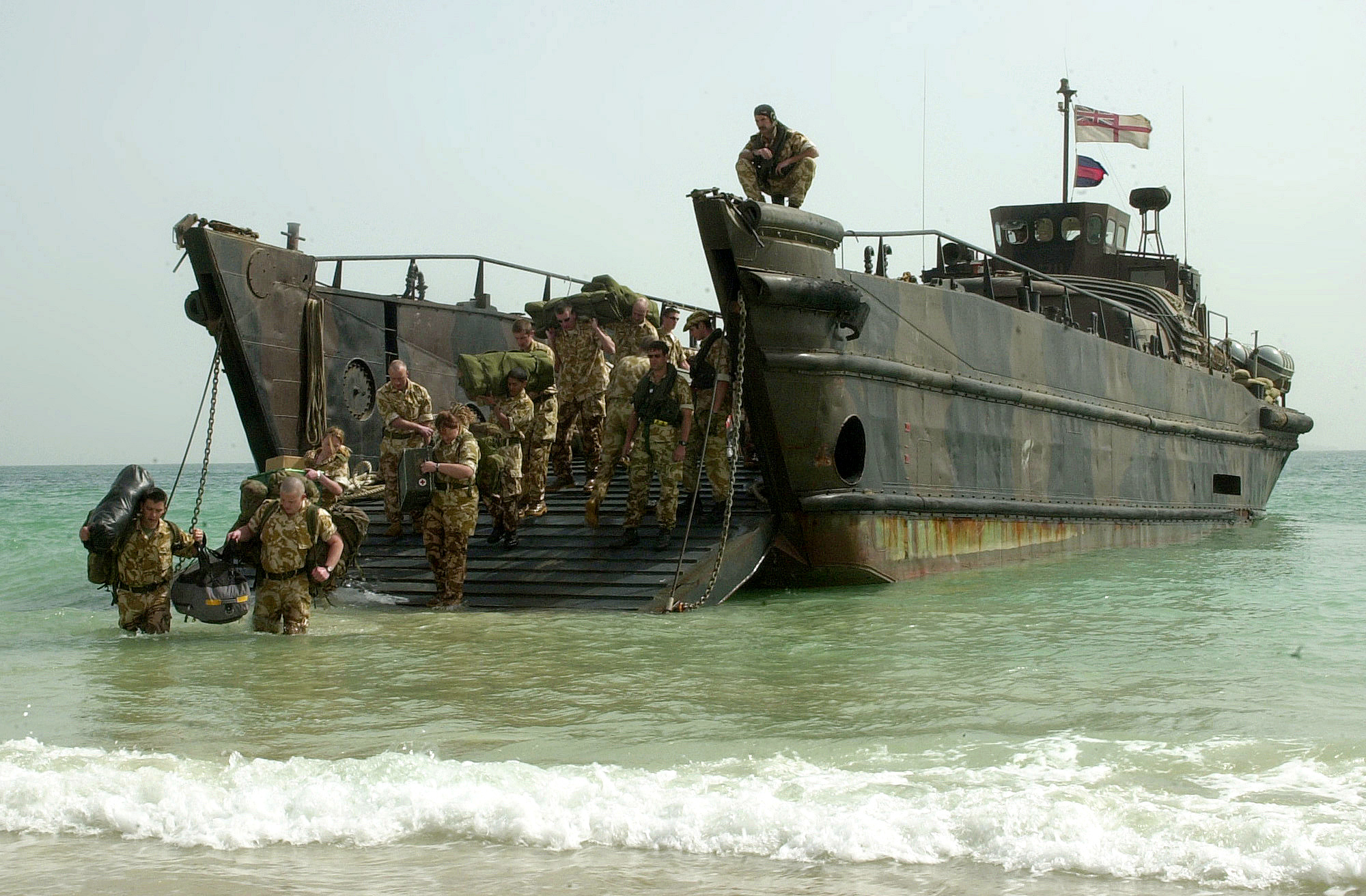
Royal Marines (2003)

Der Einfachheit halber sind hinter den englischen Bezeichnungen die deutschen Übersetzungen aufgeführt. Britische Regimenter entsprechen von ihrer Stärke einem deutschen Bataillon. Squadrons sind mit deutschen Kompanien, Batterien oder Staffeln vergleichbar.
- 3 Commando Brigade

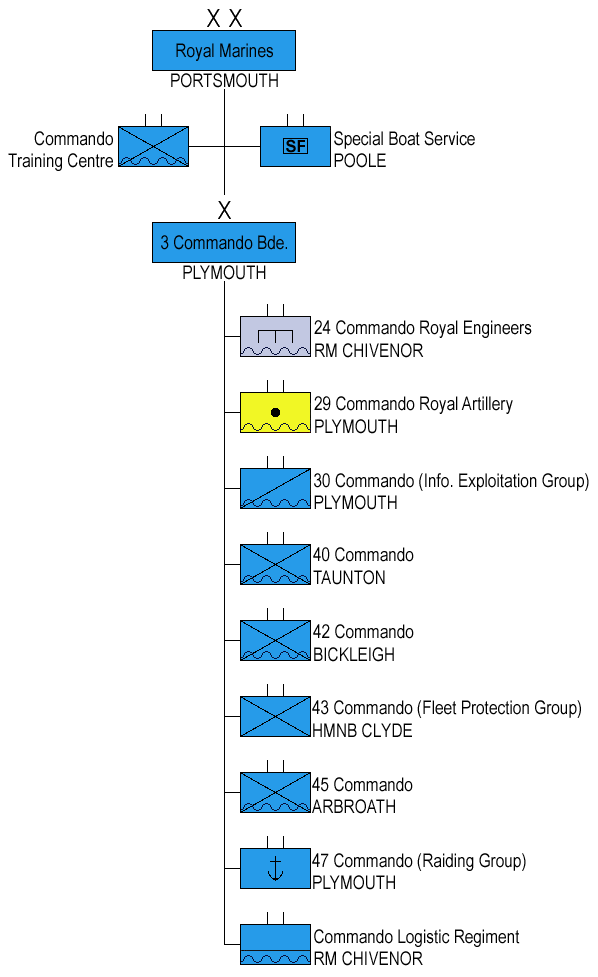
Struktur der Royal Marines

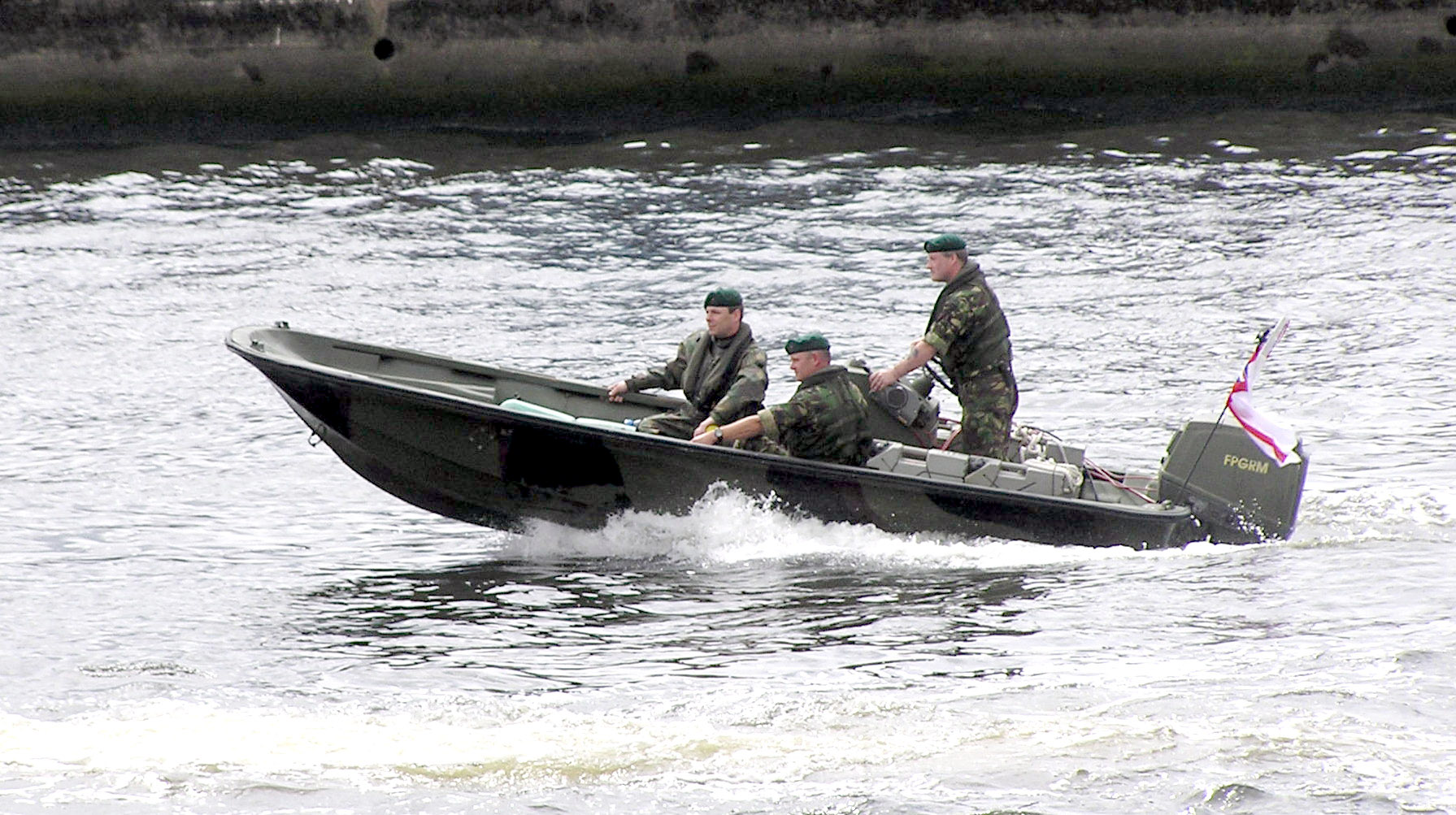
Royal Marines auf Rigid-Raider-Boot

  - United Kingdom Landing Force Command Support Group (CSG) (Stabsbataillon), Plymouth
    - CSG Headquarters Troop (Stabszug)
    - Brigade Staff Squadron (Stabskompanie 3 Commando Brigade)
    - Communications Squadron (Fernmeldekompanie)
    - Y Squadron (EloKa-Kompanie)
    - Support Squadron (Unterstützungskompanie)
      - Brigade Patrol Troop (Fernspähzug)
      - Air Defence Troop (Flugabwehrzug)
      - Tactical Air Control Parties (Fliegerleitzug)
      - Royal Marines Police Troop (Militärpolizeizug)

    - Logistics Squadron (Nachschubkompanie)
      - Catering Troop (Verpflegungszug)
      - Equipment Support Troop (Nachschubzug)
      - Motor Transport Troop (Transportzug)
      - Stores Troop (Umschlagzug)

  - 40 Commando (40. Marineinfanteriebataillon), Taunton (Somerset)
  - 42 Commando (42. Marineinfanteriebataillon), Plymouth
  - 45 Commando (45. Marineinfanteriebataillon), Arbroath
  - 43 Commando Fleet Protection Group (Objektschutz), Faslane-on-Clyde
  - 47 Commando Raiding Group (amphibische Angriffe und kleine Bootsoperationen) Devonport (Marinebasis)
  - Royal Marines Armoured Support Group (gepanzerte Unterstützungskompanie), Yeovilton (Somerset)
  - Commando Logistic Regiment Royal Marines (Logistikbataillon), Chivenor (Devon)
  - 539 Assault Squadron Royal Marines (539. Landungsbootstaffel)

(ausgebildet für Binnenoperationen)

### Von derBritish Army
- 54 Commando Headquarters and Support Squadron
- 1st Battalion The Rifles (leichtes Infanteriebataillon), Chepstow
- 29 Commando Regiment Royal Artillery (29. Artilleriebataillon), Plymouth
  - 23 (Gibraltar 1779–1783) Battery Royal Artillery (Stabsbatterie), Plymouth
  - 7 (Sphinx) Battery Royal Artillery (Feldartilleriebatterie), Arbroath
  - 8 (Alma) Battery Royal Artillery (Feldartilleriebatterie), Plymouth
  - 79 (Kirkee) Battery Royal Artillery (Feldartilleriebatterie), Plymouth
  - 148 (Meiktila) Battery Royal Artillery (Marine-Artillerieaufklärungsbatterie), Poole
  - 29 Commando Royal Artillery Regimental Workshop REME (Instandsetzungszug), Plymouth
- 24th Commando Regiment Royal Engineers (24. Pionierbataillon), Chivenor (Devon)
- 56 Commando Field Squadron
- 59 Commando Field Squadron

### Sonstige Truppenteile
- Royal Marines Band Service (Marinemusikkorps)
- Special Boat Service (Spezialkräfte)
- Commando Helicopter Force (Hubschrauberkommando), Yeovilton (Somerset)
  - 845 Naval Air Squadron (845. Mittlere Transporthubschrauberstaffel)
  - 846 Naval Air Squadron (846. Mittlere Transporthubschrauberstaffel)
  - 847 Naval Air Squadron (847. Leichte Transporthubschrauberstaffel)
  - 848 Naval Air Squadron (848. Ausbildungsstaffel)
- 1 Assault Group Royal Marines (1. Landungsgeschwader)
  - 4 Assault Squadron (4. Landungsbootstaffel), unterstützt Bulwark
  - 6 Assault Squadron (6. Landungsbootstaffel), unterstützt Albion
  - 9 Assault Squadron (9. Landungsbootstaffel), unterstützt Ocean
  - 10 Landing Craft Training Squadron (10. Landungsboot-Ausbildungsstaffel)
  - 11 Amphibious Test and Trials Squadron Royal Marines (11. Ausbildungs- und Versuchsstaffel)
- Commando Training Centre (Ausbildungszentrum)

## Dienstgrade
| NATO-Code  | OF-9               | OF-8               | OF-7           | OF-6                | OF-5                     | OF-4                   | OF-3         | OF-2       | OF-1              | OF-1              | OF (D)           |
| ---------- | ------------------ | ------------------ | -------------- | ------------------- | ------------------------ | ---------------------- | ------------ | ---------- | ----------------- | ----------------- | ---------------- |
| Royal Navy |                    |                    |                |                     |                          |                        |              |            |                   |                   |                  |
| General    | Lieutenant General | Major General      | Brigadier      | Colonel             | Lieutenant Colonel       | Major                  | Captain      | Lieutenant | Second Lieutenant | Officer Cadet     |                  |
|            | General            | Generalleutnant    | Generalmajor   | Brigadegeneral      | Oberst                   | Oberstleutnant         | Major        | Hauptmann  | Oberleutnant      | Leutnant          | Fähnrich         |
|            | General            | Lieutenant General | Major General  | Brigadier           | Colonel                  | Lieutenant Colonel     | Major        | Captain    | Lieutenant        | Second Lieutenant | Officer Cadet    |
|            |                    |                    | Chef der Korps | Brigade- Kommandeur | Stv. Brigade- Kommandeur | Bataillons- Kommandeur | Kompaniechef | Zugführer  | Zugführer         |                   | Offizieranwärter |

| NATO-Code  | OR-9                | OR-8                   | OR-7                                | OR-6                        | OR-5              | OR-4                              | OR-3                            | OR-2      | OR-1              |
| ---------- | ------------------- | ---------------------- | ----------------------------------- | --------------------------- | ----------------- | --------------------------------- | ------------------------------- | --------- | ----------------- |
| Regne Unit | Conductor           | Quartermaster Sergeant | Oficial Tècnic de Segona Classe     | Sergent de Personal         | nicht in Gebrauch | Caporal                           | Soldat de Primera               | Marine    | nicht in Gebrauch |
| Regne Unit | Oberstabsfeldwebel  | Stabsfeldwebel         | Hauptfeldwebel                      | Oberfeldwebel Feldwebel     | –                 | Oberstabsgefreiter Stabsgefreiter | Hauptgefreiter Obergefreiter    | Gefreiter | –                 |
| Regne Unit | Warrant Officer 1   | Warrant Officer 2      | Colour Sergeant                     | Sergeant                    | –                 | Corporal                          | Lance Corporal                  | Marine    | –                 |
| Regne Unit | Bataillonsfeldwebel | Kompaniefeldwebel      | Materialbewirt- schaftungsfeldwebel | stellvertretender Zugführer | –                 | Gruppenführer                     | stellvertretender Gruppenführer | Jäger     | –                 |

Quelle: